# صالح بن سعيد الهنيدي
صالح بن سعيد بن صالح الهنيدي البيضاني الزهراني. ولد  في منطقة الباحة عام 1393 هـ - 1973م 
عضو رابطة الأدب الإسلامي العالمية عضو اتحاد كتاب الإنترنت العرب مؤسس منتديات مرافئ الوجدان رئيس تحرير مجلة المرافئ الثقافية الإلكترونية صدر له ديوان (مرافئ الوجدان) 1422هـ. صدر له كتاب (من وحي القرية) 1426هـ. صدر له ديوان (وطني ومشاعر قلب) 1427هـ. له ديوان (قراءة في أبجديات مغتربة) مخطوط. له دراسة عن أدب وفكر الدكتور زكي مبارك مخطوطة.